# Awaryjne lądowanie lotu British Airways 5390
Awaria lotu British Airways 5390 – incydent lotniczy, do którego doszło na pokładzie rejsowego samolotu BAC One-Eleven 528FL British Airways 10 czerwca 1990 roku. W kokpicie maszyny lecącej na trasie Birmingham – Málaga wypadła wadliwie przyśrubowana szyba zewnętrzna, co wywołało dekompresję i wyssanie kapitana przez powstały otwór; kolana kapitana zaczepiły się o wolant, pęd powietrza przyciskając go do zewnętrznej strony kabiny wysuwał go z kabiny. Pierwszy oficer zdołał wylądować awaryjnie w Southampton, ocalając życie całej załogi i pasażerów.

## Wypadek
Samolot, pilotowany przez kapitana Tima Lancastera i pierwszego oficera Alastaira Atchisona, wystartował o 7:20 czasu lokalnego z 81 pasażerami i czwórką personelu pokładowego. Startu dokonał drugi pilot, przekazując stery kapitanowi po ustaleniu kursu wznoszącego; obaj piloci rozpięli uprząż barkową, a Lancaster dodatkowo poluzował pas biodrowy.
O 7:33 personel pokładowy rozpoczął przygotowanie posiłku – samolot wzniósł się na wysokość 17 300 stóp ponad leżącym w dole Didcot. Nagle nastąpił głośny huk, a kadłub wypełnił się kondensacją. Lewy panel szyby, po kapitańskiej stronie kokpitu został wypchnięty pod ciśnieniem powietrza wewnątrz samolotu – wskutek dekompresji Lancaster został wyssany z fotela i do połowy ciała zawisł po zewnętrznej stronie kabiny, zaczepiony kolanami o wolant. Drzwi oddzielające kokpit od reszty samolotu zostały wyrwane, zasłaniając radio oraz konsolę nawigacyjną, blokując manetkę ciągu, co zaowocowało ostrym i coraz szybszym lotem ku ziemi. Steward Nigel Ogden, zorientowawszy się w jakim położeniu znajduje się kapitan, rzucił się do niego i objął w pasie. Susan Price oraz inny steward rozpoczęli procedurę awaryjną, upewniając się o bezpieczeństwie pasażerów i zabezpieczając luźne obiekty. W tym czasie Tim Lancaster, uderzany pędem mrożącego powietrza o prędkości 800 km/h, tracił przytomność pozbawiony tlenu w rozrzedzonej atmosferze.
Atchison rozpoczął awaryjne zniżanie lotu, ponownie włączył autopilota i nadał sygnał Mayday. Z powodu hałasu powietrza wpadającego przez otwór nie był w stanie usłyszeć odpowiedzi kontrolera lotów – w efekcie doszło do opóźnienia w poinformowaniu o awarii i wdrożenia planu postępowania w takich przypadkach przez Centrum Informacyjne Procedur Awaryjnych British Airways.
Ogden, nadal trzymający Lancastera, zaczął cierpieć z powodu odmrożeń, stłuczeń oraz wyczerpania – jego miejsce zajęło dwóch pozostałych stewardów. Do tego czasu Lancaster wysunął się o dodatkowe 15–20 cm. Obsługa widziała, jak głowa kapitana odbija się od szyby, zaś jego oczy pozostają otwarte, przez co założyli, iż Lancaster nie żyje. Mimo tego nie puścili ciała kapitana, obawiając się, że mogłoby wpaść w lewy silnik, wywołując jego pożar lub zgaśnięcie, co nastręczyłoby dodatkowych kłopotów obarczonemu już Atchisonowi.
Atchison uzyskał zezwolenie od kontroli naziemnej na lądowanie w Southampton, podczas gdy obsłudze udało się uwolnić nogi Lancastera z wolantu. O 7:55 samolot wylądował bezpiecznie na pasie numer 2. Pasażerowie wydostali się przez przednie i tylne schody, a służby ratownicze zajęły się nieprzytomnym kapitanem.

## Obrażenia
Lancaster został przewieziony do Southampton General Hospital – miał poranione i odmrożone kończyny, złamane prawe przedramię, nadgarstek i lewy kciuk, a także cierpiał z powodu szoku. Steward Nigel Ogden miał zwichnięty bark, odmrożenia na twarzy oraz w lewym oku. W 2001 roku przeszedł na wcześniejszą emeryturę z powodu stresu. Wszyscy inni opuścili samolot bez obrażeń.
Po pięciu miesiącach od wypadku Lancaster powrócił do pracy. Przeszedł na obowiązkową emeryturę w British Airways, jednak jeszcze w 2005 roku pracował w easyJet.

## Śledztwo
Śledczy dowiedzieli się, że na 27 godzin przed startem wymieniony został panel lewej przedniej szyby, a procedura została zatwierdzona przez kierownika zmiany obsługi naziemnej. Jednak 84 z 90 śrub użytych do przykręcenia miało średnicę o 0,66 mm za małą, zaś pozostałe sześć było o 2,5 mm za krótkie. Dochodzenie wykazało, iż poprzednio również użyto niewłaściwych śrub, zaś feralne dopasowanie odbyło się „na oko”, bez konsultacji z dokumentami obsługi. Różnica ciśnień między wnętrzem kadłuba a zewnętrzem okazała się zbyt wysoka, prowadząc do wyrwania panelu okna. Awaria ujawniła także wadę konstrukcyjną tego modelu samolotu, wynikającą z umocowania szyby na zewnątrz, co zaowocowało większymi naprężeniami na śrubach niż gdyby panel zamontowany był od środka.
Śledczy oskarżyli kierownika zmiany obsługi naziemnej portu lotniczego w Birmingham o wmontowanie niewłaściwych śrub podczas wymiany panelu okiennego oraz postępowanie niezgodnie z zaleceniami British Airways. Obarczyli także winą linie British Airways, zarzucając wadliwość procedur, które powinny były wymagać weryfikacji ważnych napraw przez jeszcze jedną osobę oraz zarząd lotniska za brak bezpośredniego nadzoru nad pracami obsługi technicznej. Szefem grupy śledczej AAIB podczas tego dochodzenia był Stuart Culling.

## Rekonstrukcja
Rekonstrukcja wypadku została odtworzona w programie „Katastrofa w przestworzach” w odcinku zatytułowanym „Tragedia w kabinie pilota” (ang. Blow Out).

## Odznaczenia
Pierwszy oficer Alastair Stuart Atchison oraz steward Nigel Ogden i stewardesa Susan Gibbins zostali odznaczeni Królewskim Odznaczeniem za Wartościową Służbę.
Atchison został odznaczony w 1992 roku Nagrodą Polaris za zaprezentowane umiejętności oraz heroizm.